# George Larner
George Edward Larner (Langley, 7 de fevereiro de 1875 – Brighton, 4 de março de 1949) foi um atleta e campeão olímpico britânico, especializado na marcha atlética, da qual foi o primeiro campeão olímpico.

## Carreira
Larner era um policial em Brighton e começou a praticar o atletismo apenas com 28 anos de idade, em 1903. Em 1904 e 1905, ele conquistou os títulos da Associação Atlética Amadora da Inglaterra para as marchas de duas e sete milhas em pista. Por achar que o treinamento e a prática do atletismo estavam interferindo no seu trabalho como policial, ele pensou em abandonar esporte, mas foi instado a continuar competindo pelo próprio Departamento de Polícia, que lhe deu um período de licença. Entre 1906 e 1908, retirou-se das competições dedicando-se apenas a treinar para os Jogos Olímpicos, que seriam realizados em Londres, em 1908. No seu retorno às competições, em abril daquele ano, ele foi desclassificado da primeira prova que participou, mas em julho ganhou a marcha das duas milhas.
Em Londres 1908, Larner competiu primeiramente na marcha de 3500 m, onde conquistou seu primeiro ouro, numa dura disputa com o compatriota Ernest Webb. Dias depois, adicionou mais um ouro ao vencer a marcha das 10 milhas, prova em que o pódio foi totalmente britânico. Tanto ele quanto Webb terminarm a prova quebrando o antigo recorde mundial. A marca de Larner, olímpica e mundial, foi de 1h15m57s.  Ele foi um dos dez atletas a conquistar mais de um medalha de ouro em Londres.

## Legado
Larner quebrou todos os recordes mundiais das distâncias da marcha de seu tempo, entre 2 e 10 milhas, e também o recorde mundial de marcha contra o relógio, em que cobriu 13.375 m em uma hora em pista. O recorde que ele estabeleceu para as duas milhas em 1904, durou até 1942.
Londres 1908 foram os únicos Jogos em que as marchas de 3500 m e 10 milhas foram disputadas. Isso faz dele tecnicamente o eterno campeão e recordista olímpico das duas provas.